# شیره (فیلم)
«شیره» (انگلیسی: Extract (film)) فیلمی در ژانر کمدی به کارگردانی مایک جاج است که در سال ۲۰۰۹ منتشر شد.

## خلاصه داستان
جوئل صاحب یک کارخانه تولید عصاره‌های آشپزی است. حادثه‌ای در کارخانه موجب آسیب‌دیدگی یکی از کارکنان کارخانه به نام استپ می‌شود. از سوی دیگر کلاه‌برداری به نام سیندی با شنیدن اخبار مربوط به حادثه تلاش می‌کند تا به استپ نزدیک شود و پس از ایجاد یک رابطه عاشقانه او را متقاعد کند که خسارت قابل توجهی از جوئل دریافت کند...

## بازیگران
- جیسون بیتمن (جوئل)
- میلا کونیس (سیندی)
- کریستن ویگ (سوزی)
- بن افلک (دین)
- جی. کی. سیمونز (برایان)
- داستین میلیگان (برد)
- دیوید کوچنر (نیتان)
- بت گرانت
- گری کول
- جن سیمونز
- مایک جاج
- تی جی میلر